# La Janota
La Janota es un ejido del municipio de Bacoachi, ubicado en el norte del estado mexicano de Sonora en la zona de la Sierra Madre Occidental, cercano al afluente del río Sonora por ese lugar, y asentada en la orilla de la carretera estatal 89. El ejido es la tercera localidad más habitada del municipio, ya que según los datos del Censo de Población y  Vivienda realizado en 2010 por el INEGI, la localidad cuenta con 59 habitantes.

## Geografía
Véase también: Geografía del municipio de Bacoachi.
La Janota se localiza bajo las coordenadas geográficas 30°37'38.61" de latitud norte y 109°57'36.78" de longitud oeste de meridiano de Greenwich a una elevación media de 1043 metros sobre el nivel del mar, ubicada en la parte alta de la Sierra Madre Occidental, cerca de La Janota se encuentran las pequeñas serranías de Buenos Aires, Púrica, de Ajos y de Bavispe, estas dos últimas fueron decretadas en el año 1939 como Área Natural Protegida, como reserva forestal nacional y refugio de vida silvestre. La localidad está asentada sobre la carretera estatal 89 en el tramo de Bacoachi a Cananea, dicha carretera es por donde circula la mayoría de la ruta del río Sonora, una ruta turística que visita varios poblados antiguos fundados en las orillas del río Sonora.
El único cuerpo de agua importante que fluye cerca es el río Sonora procedente de la ciudad de Cananea, pasando de norte a sur a aproximadamente 1 km al oeste de la localidad.

## Demografía
Según el Censo de Población y Vivienda de 2010 realizado por el Instituto Nacional de Estadística y Geografía (INEGI), La Janota tiene 59 habitantes, de los cuales 28 son hombres y 31 son mujeres; contando con solo 14 viviendas habitadas. De acuerdo con datos de 2011 del Consejo Nacional de Población (CONAPO), la localidad tiene un índice de marginación de -0.69302, siendo un índice de grado Alto, posicionándose el puesto 78,252° de las localidad más marginadas del país. También fue catalogado con un grado Muy Bajo de rezago social teniendo un índice de -1.07514.

### Educación y salud
Los datos del mismo censo de 2010, indican que el 16.13% de la población mayor de 15 años es analfabeta, el 35.48% de ese mismo rango de edad no concluyó sus estudios de escuela primaria, el 5.26% de los niños de entre 6 y 14 años no asiste a alguna institución educativa, el 48.39% de los habitantes mayores de 15 años no terminó su educación secundaria, mientras que el 3.39% de la población total no es derecho-habiente de ningún tipo de servicio de salud gubernamental.

### Población histórica
Evolución de la cantidad de habitantes desde el evento censal del año 1980:
| Año           | 1980 | 1990 | 1995 | 2000 | 2005 | 2010 |
| Población     | 2    | 6    | 20   | 23   | 30   | 59   |
| Fuente: INEGI |      |      |      |      |      |      |

## Gobierno
Véase también: Gobierno del Municipio de Bacoachi.
La Janota es una de las 39 localidades que conforman el Municipio de Bacoachi, su sede de gobierno se encuentra en la cabecera municipal de este, el pueblo de Bacoachi, cuyo ayuntamiento está integrado por un presidente municipal, 1 síndico, 3 regidores de mayoría relativa y 2 de regidores de representación proporcional, electos cada tres años. Por la cercanía por la cabecera, no es necesario que esta localidad haya un auxiliar o comisario designado.